# NGC 6442
NGC 6442 је елиптична галаксија у сазвежђу Херкул која се налази на NGC листи објеката дубоког неба.
Деклинација објекта је + 20° 45' 42" а ректасцензија 17h 46m 51,3s. Привидна величина (магнитуда) објекта NGC 6442 износи 13,4 а фотографска магнитуда 14,4. NGC 6442 је још познат и под ознакама UGC 10978, MCG 3-45-21, CGCG 112-38, NPM1G +20.0529, PGC 60844.